# 繡球冠網蝽
繡球冠網蝽（学名：Stephanitis hydrangeae）为網蝽科冠網蝽屬下的一个种。